# Vicki Lewis
Vicki Lewis (Cincinnati, 17 marzo 1960) è un'attrice e cantante statunitense.
Dal 1994 ha avuto una relazione con Nick Nolte, conosciuto sul set di Una figlia in carriera, ma il legame si è interrotto nel 2003 quando Nolte l'ha lasciata per Clytie Lane. 
Ha recitato in diversi musical a Broadway, tra cui Chicago e Mack and Mabel.
Dal 2008 è sposata col tecnico del suono Philip G. Allen.

## Filmografia parziale

### Cinema
- Una figlia in carriera (I'll Do Anything), regia di James L. Brooks (1994)
- Un topolino sotto sfratto (Mouse Hunt), regia di Gore Verbinski (1997)
- Godzilla, regia di Roland Emmerich (1998)
- Falso tracciato (Pushing Tin), regia di Mike Newell (1999)
- La colazione dei campioni (Breakfast of Champions), regia di Alan Rudolph (1999)
- La dura verità (The Ugly Truth), regia di Robert Luketic (2009)

### Televisione
- Quell'uragano di papà (Home improvement) – serie TV (1992)
- NewsRadio – serie TV (1995-1999)
- Grey's Anatomy – serie TV, episodio 4x07 (2007)
- L'ultimo giorno d'estate (The Last Day of Summer) – film TV (2013)
- Modern Family – serie TV, 2 episodi (2015)
- Angie Tribeca – serie TV, 1 episodio (2016)
- Upside-Down Magic - Magia imperfetta (Upside-Down Magic), regia di Joe Nussbaum – film TV (2020)

### Doppiatrice
- Estremamente Pippo (An Extremely Goofy Movie), regia di Douglas McCarthy (2000)
- Alla ricerca di Nemo (Finding Nemo), regia di Andrew Stanton (2003)
- Il dottor Dolittle 5 (Dr. Dolittle: Million Dollar Mutts), regia di Alex Zamm (2009)
- Wonder Woman, regia di Lauren Montgomery (2009)
- Alpha and Omega, regia di Anthony Bell e Ben Gluck (2010)
- Tom & Jerry: Il drago perduto (Tom & Jerry: The Lost Dragon), regia di Spike Brandt e Tony Cervone (2014)
- Alla ricerca di Dory (Finding Dory), regia di Andrew Stanton (2016)

## Doppiatrici italiane
Nelle versioni in italiano delle opere in cui ha recitato, Vicki Lewis è stata doppiata da:
- Pinella Dragani in Godzilla
- Barbara Castracane in Falso tracciato
- Cristina Noci ne Un topolino sotto sfratto
- Valeria Perilli in Grey's Anatomy
- Giò Giò Rapattoni in Sonny tra le stelle
- Alessandra Korompay in The Middle

Da doppiatrice è sostituita da:
- Giò Giò Rapattoni ne Alla ricerca di Nemo, Alla ricerca di Dory
- Laura Lenghi in Estremamente Pippo
- Maddalena Vadacca ne Il dottor Dolittle
- Francesca Manicone in Wonder Woman
- Cristina Boraschi in Alpha and Omega
- Daniela Calò in Tom & Jerry: Il drago perduto[1]